# 36th Avenue
36th Avenue – stacja metra nowojorskiego, na linii N i Q. Znajduje się w dzielnicy Queens, w Nowym Jorku i zlokalizowana jest pomiędzy stacjami Broadway i 39th Avenue. Została otwarta 19 lipca 1917.